# Khee Liang Phoa
Khee Liang Phoa (Chinees: 潘科良, Rotterdam, 3 mei 1955) is een Nederlands voormalig politicus. Hij was staatssecretaris voor Emancipatie en Familiezaken in het eerste kabinet-Balkenende (2002-2003) namens de LPF. Hij werd op 9 september 2002 tot staatssecretaris beëdigd, als opvolger van Philomena Bijlhout die op 22 juli na enkele uren was afgetreden en aan wie op 23 juli eervol ontslag was verleend. Eerst werd Fiona de Vilder voorgedragen voor de functie maar na een gesprek met Balkenende bedankte zij. Na de val van het kabinet-Balkenende I op 16 oktober 2002 duurde het tot 27 mei 2003 tot Phoa met de rest van het kabinet vervangen werd.

## Biografie
Phoa volgde een opleiding voor fysiotherapie en acupunctuur. Daarnaast deed hij een opleiding voor sportfysiotherapie in Papendal en een opleiding voor manuele therapie. Van 1978 tot 1991 had hij een paramedische praktijk in Capelle aan den IJssel en werkte hij bij het Sportmedisch Adviescentrum te Rotterdam.
Vanaf 1991 was Phoa directeur van de Stichting Verantwoord Alcoholgebruik. Deze stichting probeerde de voorlichting en reclame voor alcoholgebruik te stroomlijnen.
Onder zijn bewind startte onder andere de campagne 'Mannen worden er beter van' die leidde tot de conclusie dat ook mannen emancipatieachterstanden hebben. Daarna werd de mogelijkheid om bij de Directie Coördinatie Emancipatiezaken subsidie te krijgen voor emancipatieprojecten gericht op mannen, beëindigd.
Na de beëdiging van het kabinet-Balkenende II in mei 2003 kreeg Phoa 2,5 jaar lang wachtgeld. In 2004 verhuisde hij naar Peking, waar hij Chinees studeerde en een baan kreeg bij expediteuragentschap Vincent International in Peking.

## Privé
Phoa was getrouwd en heeft drie dochters, wat hij bij zijn aantreden als staatssecretaris aanhaalde als argument waarom hij "bijzonder geschikt" was voor de portefeuille gezins- en emancipatiezaken. In 2005 scheidde hij echter van zijn vrouw nadat hij haar had opgebiecht naast haar een aantal verborgen relaties te hebben.
- Parlement.com: vg9fgopvnezr